# 曾孝宽
曾孝宽，字令绰。宋代福建泉州晉江縣（今晉江市）人，曾拜右丞相。
曾公亮之子，孝宽得其荫，任桐城县知县、咸平县知县、秘阁修撰、提点开封府界镇县。熙宁五年(1072年)，因参与王安石变法，迁枢密都承旨，后任枢密直学士、签书枢密院。后出知河阳，徙郓州，连徙镇，以吏部尚书召。在途中逝世，享年66岁。